# Kameni Žakan
Kameni Žakan je nenaseljeni otočić u hrvatskom dijelu Jadranskog mora.
Njegova površina iznosi 0,315 km². Dužina obalne crte iznosi 2,79 km.